# Machaerota pandata
Machaerota pandata är en insektsart som beskrevs av William Lucas Distant 1916. Machaerota pandata ingår i släktet Machaerota och familjen Machaerotidae. Inga underarter finns listade i Catalogue of Life.